# Die Drei von der Müllabfuhr – Dörte muss weg
Dörte muss weg ist eine deutsche Filmkomödie von Edzard Onneken aus dem Jahr 2019. Es handelt sich um den Pilotfilm der ARD-Reihe Die Drei von der Müllabfuhr mit den Müllmännern Uwe Ochsenknecht als Werner Träsch, Jörn Hentschel als Ralle Schieber und Daniel Rodic als Tarik Büyüktürk in den Hauptrollen sowie Inez Bjørg David und Rainer Strecker, Adelheid Kleineidam, Frank Kessler, Laura Louisa Garde und Philippe Brenninkmeyer in tragenden Rollen.  
Doris Zander, die Produzentin, meinte: „‚Die Drei von der Müllabfuhr‘, das ist Herz & Schnauze & Humor.“ „Während die eingeschworenen Müllmänner auf Berlins Straßen und Hinterhöfen für Ordnung sorgen, treffen sie auf Kiezgeschichten und lösen so manche Probleme und Nöte der Menschen.“
Die deutsche Erstausstrahlung des Films erfolgte am 29. März 2019 auf dem ARD-Sendeplatz Endlich Freitag im Ersten.

## Handlung
Werner Träsch, Ralle Schieber und Tarik Büyüktürk arbeiten bei der Berliner Müllabfuhr und mögen ihren Beruf. Werner führt die Truppe an und wird von allen „Käpt’n“ genannt. Er ist schon lange dabei, hat Führungsqualitäten und wird von seinen Kollegen sehr geschätzt. Auch macht er den Mund auf, wenn ihm etwas nicht passt. Rüdiger Dorn, der Vorgesetzte der Männer, der es als ehemaliger Müllmann in die Chefetage geschafft hat, gerät öfter mit Träsch aneinander. Werner hat die Urne seiner vor zwei Jahren infolge eines Unfalls verstorbenen Frau zum Leidwesen seiner Tochter Annika bei sich zu Hause stehen.
Noch ahnen die Männer nicht, dass Dorn mit Modernisierungsmaßnahmen liebäugelt und einen Müllroboter, den PZT04–5000 testen lassen will. Die Programmiererin Dr. Hanna Keller spielt dabei eine wesentliche Rolle, sie ist beauftragt, die Effizienz der Müllmänner statistisch zu erfassen. Und sie hat sich das Fahrzeug von Werner, Ralle und Tarik ausgesucht, um den Müllroboter zu testen, was vor allem Werner erbost. So nach und nach wird den Männern klar, was das für sie bedeuten könnte und die Angst um ihre Arbeitsplätze greift um sich. Der von ihnen „Dörte“ getaufte Müllroboter soll sie in nicht allzu ferner Zeit ersetzen. Das zieht Unruhen in der Belegschaft nach sich.
Ein weiteres Problem ergibt sich für Werner, Ralle und Tarik, als sich die Bauarbeiten an dem Gebäude, in dem sich ihr Lieblingsimbiss „Bei Gabi“ befindet, in dem sie meist ihre Mittagspause verbringen, so sehr in die Länge ziehen, dass die Betreiberin Gabi befürchtet, dass sie das ihre Existenz kosten könnte. Ihrer Mentalität entsprechend möchten die Männer Gabi Hertz natürlich helfen. Als man ihr dann auch noch das Wasser abdreht, meint sie zu Werner, sie könne den Laden nun wohl nur noch dichtmachten. Daraufhin organisieren die Männer einen Riesentank mit Frischwasser. 
Als Ralle, ein studierter computeraffiner Mathematiker, mit Tariks Hilfe den Müllroboter mit einem von ihm programmierten Virus lahmlegt, ist das eine weniger gute Idee. Der Roboter geht daraufhin auf eine Gruppe Kinder los und verletzt Werners Enkelin Pauli leicht, bevor Werner ihn mittels eines Schlags mit einer Schaufel stoppen kann. Obwohl er nichts davon wusste, will er die volle Verantwortung übernehmen, als man Ralle und Tarik entlassen will. Der von der Geschäftsführung hinzugezogene Arnon van der Heijden empfiehlt daraufhin, die Entlassung der beiden Männer zurückzunehmen, allerdings wird Werner fristlos entlassen. Aus Solidarität legen sämtliche Müllmänner des Bezirks Charlottenburg ihre Arbeit nieder. Werner wirkt daraufhin auf seine Kollegen ein und meint, sie hätten eine Verantwortung, denn die Menschen da draußen würden sich auf sie verlassen. Die Müllmänner nehmen auf sein Geheiß hin ihre Arbeit wieder auf, erklären Dorn aber, bei wem er sich zu bedanken habe. Das Projekt „Dörte“ ist erst einmal gestorben. Hanna Keller erläutert den Männern, dass die Stadt Potsdam das Projekt Superroboter „Dirty One“ wolle, und sie dort weitermachen werde.
Werner hat sich nun endlich dazu durchgerungen, Abschied zu nehmen, entsorgt die Kleidung seiner Frau und gibt ihr zusammen mit Tochter und Enkelin auf einem Friedhof eine angemessene letzte Ruhestätte. 

## Produktion

### Produktionsnotizen

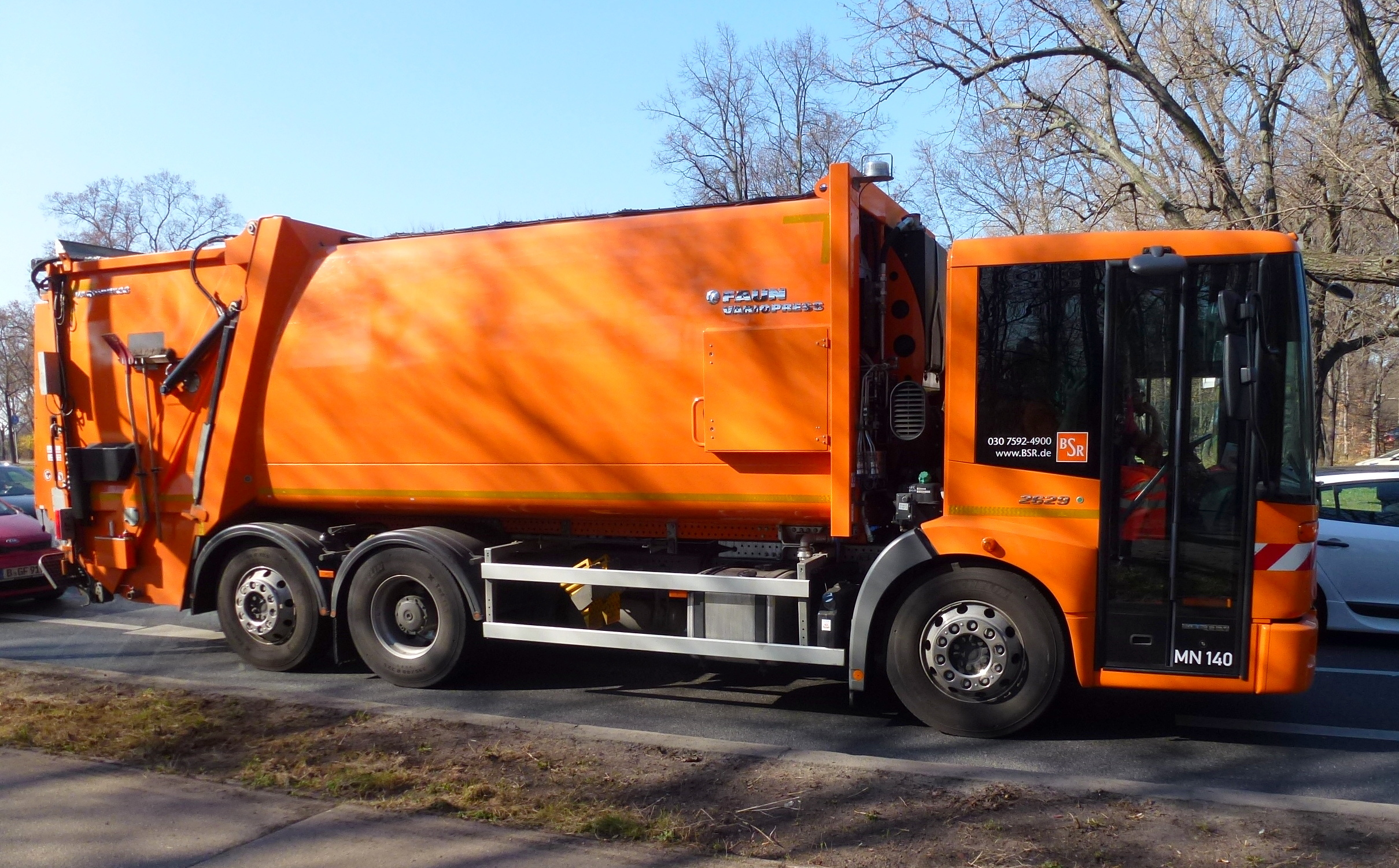
Fahrzeug der Berliner Stadtreinigung

Dörte muss weg wurde vom 23. Januar bis zum 20. Februar 2018 in Berlin und Umgebung gedreht. Produziert wurde der Film von der Bavaria Fiction im Auftrag der ARD Degeto für Das Erste. Die Aufnahmeleitung lag bei Catharina Bürger und Andreas Pilarczyk, die Produktionsleitung bei Frank Berszuck und Sandra Moll (ARD Degeto) und die Herstellungsleitung bei Sascha Ommert. Der Berliner Stadtreinigung wurde für die Unterstützung gedankt.

### Interviews mit den Hauptdarstellern, Statement der Produzentin

#### Fragen an Uwe Ochsenknecht
Auf die Frage, was ihm an seiner Rolle Werner gefalle und ob sich sein Blick auf diesen Berufsstand verändert habe, erwiderte Ochsenknecht, Werner sei bodenständig und sehe es als seine Aufgabe an, die Stadt sauber zu halten, er habe ein Herz für Mensch und Tier. Allerdings könne er mit seinen eigenen Gefühlen weniger gut umgehen, vor allem mit denen zu seiner Freundin Gabi. Er selbst habe immer schon Respekt vor Menschen im Dienstleistungsgewerbe gehabt und ganz besonders vor denen, die auch seinen Dreck entsorgen würden. Alle, die er während der Dreharbeiten kennengelernt habe, seien furchtbar nett und witzig und mit ihrem Job ganz zufrieden. Angesprochen darauf, wie er privat zu „technischem Schnickschnack“, wie Werner es bezeichne, stehe, meinte der Schauspieler, dass das Automatisieren in Berufen natürlich ein großes Problem sei. Das werde sich auch nicht ändern, eher im Gegenteil. Das sei sehr traurig. Gott sei Dank gebe es noch einige Bereiche, in denen der Mensch unersetzbar sei. Noch!

#### Fragen an Daniel Rodic
Auf die Frage, warum Tarik, Werner und Ralle sich so gut ergänzen würden, antwortete Rodic, weil jeder von ihnen einen anderen Charakter habe. Tarik sei derjenige, der die Dinge, die ihm auf dem Herzen liegen würden, sofort anspreche, da er schlechte Stimmung so gar nicht ab könne, Harmonie sei ihm sehr wichtig. Werner sei der mit der längsten Berufserfahrung, aber auch er brauche bei bestimmten Dingen ab und zu mal Hilfe. Ralle sei der Denker, der auch in gefühlt aussichtslosen Situationen immer mit einer Lösung aufwarten könne. Zusammen seien sie das perfekte Team. Das Besondere, das er aus seinem tatsächlichen Einsatz bei der Berliner Stadtreinigung mitgenommen habe, sei, dass er am eigenen Leib erfahren habe, was es heiße, richtig anzupacken. Das Besondere an der Reihe sei aus seiner Sicht, dass die Geschichten der drei Müllmänner ehrlich erzählt würden und nicht glattgebügelt seien. Er sei sehr zuversichtlich, dass die Zuschauer, ob jung oder alt, ihren Spaß an den Filmen haben würden.

#### Fragen an Jörn Hentschel
Jörn Hentschel beantwortete die Frage, wie er den Charakter von Ralle beschreiben würde und was für ein Typ er sei, folgendermaßen: „Ralle weiß es vielleicht noch nicht, aber im Grunde ist er ein Feminist. Er ist ein umgänglicher Typ. Er ist schlau, und auf ihn ist Verlass. Was seine ‚Kontaktanbahnungsmethode‘ bei Frauen betrifft, könnte er sich manchmal etwas von Tarik abschauen. Aber jeder ist eben anders. Ralle wird da schon seinen Weg finden.“

#### Statement von Doris Zander
Die Produzentin Doris Zander meinte, die Berliner Müllabfuhr habe sie mit ihren unschlagbaren Sprüchen schon seit vielen Jahren zum Lächeln gebracht. Auf Plakaten mit „We kehr for you“, mit Fahrzeugen als „Mülltitalent“ bis hin zu Mülleimern mit „Eimer liebt Dich“. Und die Kolleginnen und Kollegen seien extrem höflich und immer gut gelaunt. Da Anwälte, Ärzte und Kommissare in Filmen ja schon reichlich thematisiert worden seien, sei ihr die Idee gekommen, dieses Milieu zu fiktionalisieren. Mit Müll hätten wir ja schließlich alle zu tun, ob arm oder reich und es sei doch grandios, dass unsere Städte so sauber seien.

## Rezeption

### Einschaltquote
Bei seiner Erstausstrahlung schalteten 4,37 Millionen Zuschauer den Film ein. Das ergab einen Marktanteil von 14,6 Prozent.

### Kritik
Die Kritiker der Fernsehzeitschrift TV Spielfilm zeigten mit dem Daumen nach oben, vergaben für Humor zwei von drei möglichen Punkten und für Spannung einen, sprachen von einem „amüsante[n] Großstadtmärchen“ und zogen das Fazit: „Mit Humor und Herz: sauber gemacht!“.
Rainer Tittelbach von tittelbach.tv gab dem Film 4½ von 6 möglichen Sternen und meinte: „Endlich eine Unterhaltungsfilmreihe, in der anders geholfen wird als in den Fernsehkliniken, -praxen und -beratungsstellen: nicht professionell, sondern im Vorbeigehen – oder besser: im Vorbeifahren. In ‚Die Drei von der Müllabfuhr‘ […] sind kernige Typen in orangefarbenen Overalls am Werk, die mit offenen Augen durch Berlin fahren. Der Arbeitsplatz als ein Ort der Gemeinschaft, der Kiez als Biotop für Nächstenliebe, Moral & gesunden Menschenverstand, dazu drei Helden als eine Art zwischenmenschliche Feuerwehr: Das alles versprüht mehr als nur einen Hauch von Sozialromantik – und das Ganze hätte leicht auch naiv & kitschig werden können.“ Es sei hier „die gelungene Mischung aus Alltagsthemen und einer beiläufigen Erzählweise, die die Musik“ mache. „Herzstück“ sei „die stimmige Besetzung rund ums Zugpferd Ochsenknecht“. […] „Fortsetzungen“ seien „erwünscht“, schrieb der Kritiker abschließend.
Frank Jürgens bewertete den Film, dem er vier von sechs möglichen Sternen gab, für die Neue Osnabrücker Zeitung und war der Meinung, dass der ARD mit diesem Film „ein sehenswerter Einstieg in die Reihe“ gelungen sei. „Auch wenn die Charaktere zunächst ein wenig eindimensional bis klischeehaft wirken“ würden, merke man schnell, „dass sich da etwas entwickel[e]“. „Hinter jeder Figur stecken tiefer greifende Geschichten und Geheimnisse, die Neugierde wecken.“ So beispielsweise bei Ralle, „der einst als Bauernopfer wegen der Verspätungskrise bei der Bahn einen hohen Posten räumen musste“. Abgerundet werde „die sympathische neue Reihe durch kleine Kiezgeschichten am Wegesrand. Kein Fernsehmüll!“
Tilmann P. Gangloff befasste sich im Internetportal evangelisch.de mit dem Film und stellte fest: „‚Dörte muss weg‘ befasst sich mit einem Thema, das viele Menschen in nächster Zeit betreffen wird: Digitalisierung und Automatisierung werden der Wirtschaft dabei helfen, teure Arbeitsplätze einzusparen; und dafür steht überraschenderweise die Titelfigur.“ Die „Besetzung der Hauptrolle mit Uwe Ochsenknecht“ verspreche zudem „einen gleichermaßen amüsanten wie serösen Umgang mit dem Thema, selbst wenn der Kalauername der Hauptfigur, Werner Träsch (das englische Wort trash heißt Müll) erstmal was Anderes nahelegt“. Die „größte Stärke des Drehbuchs“ liege „in der geschickten Verknüpfung von Klassenkampf und menschlicher Ebene“. Bei Edzard Onneken sei diese Geschichte „in guten Händen“; der Regisseur habe „schon oft bewiesen, wie gut er es versteht, anspruchsvolle Themen kurzweilig zu verpacken“. Seine „Arbeit mit den Schauspielern“ sei „ohnehin vorzüglich, zumal auch die Episodenrollen sehenswert“ seien, allen „voran Inez Björg David als Entwicklerin von ‚Dirty One‘“. Ähnlich „gut und treffend besetzt“ sei auch Philippe Brenninkmeyer als Unternehmensberater. Dies sei „ein besonderer Film nicht zuletzt als Hommage an Jene, die den Abfall der Wohlstandsgesellschaft beseitigen“. […] „Großen Anteil an dem Vergnügen“ habe das „in vielen Filmen bewährte Komponistenduo Biber Gullatz und Andreas Schäfer, das auch hier wieder genau die richtige Musik gefunden“ habe.
Lars von der Gönna konnte den ersten beiden Filmen der Serie in der Berliner Morgenpost überhaupt nichts abgewinnen und stellte fest: „Die ARD will ihre Zuschauer freitags mit ‚Die Drei von der Müllabfuhr‘ erheitern. Am Ende hat man aber nur Angst vor weiteren Folgen.“ Weiter führte er aus: „Was die Bespaßung durch bewegte Bilder betrifft, scheint den Deutschen die Drei eine magische Zahl“, und verwies auf die Filmtitel Die Drei von der Tankstelle, Drei sind einer zu viel und die Drei Damen vom Grill. Das sei zwar „viel Rückenwind für Die Drei von der Müllabfuhr“, helfe aber nicht. Sie seien „ein ganz flaches Häufchen“. Man fürchte sich, „dass dieser Schrott in Serie“ gehe. Das „Dreigestirn der Protagonisten“ stehe „fürs Erwartbare des Ganzen“. Das beginne schon mit dem müden Witz der Namen. Charaktere, wie die drei Hauptfiguren, kenne man „von Kinderdetektiv-Geschichten für Leser ab Sieben“. […] „Ein schlichtes Alltagsmärchen“ müsse „in der Hauptprogrammschiene kein Tabu sein“. Aber Die Drei von der Müllabfuhr hätten es „mit echt viel Fernsehmüll zu tun“. Da seien „die schlimmen Bockwürstchen-Dialoge am Imbiss“ […], da sei „der krampfhafte Versuch, den Kiez-Helden waschecht berlinern zu lassen“ und da regiere in Edzard Onnekens Regie – „von der zarten Intimität kleiner Friedhofsszenen abgesehen – so viel Schablonenartiges in Szenenbild, Kamera und standardisierter Wellness-Musik, dass es einem um die Produktionskosten nicht weniger leid“ tue „als um gute Schauspieler wie Rainer Strecker, denen hier kaum Raum gegeben“ werde, „den Weg vom Abziehbild zum Charakter zu beschreiten“. Fazit: „Endlich Freitag, heißt das Motto des Sendeplatzes. Nach Sichtung seufzt man eher: endlich vorbei.“